# Poljaci u SAD-u
Poljaci u SAD-u predstavljaju sve američke državljane djelomičnog ili potpunog poljskog podrijetla, kao i američke državljane poljske narodnosti. S 9,5 milijuna pripadnika čine 3% cjelokupnog stanovništva SAD-a i najbrojniji su slavenski narod u SAD-u te osma najbrojnija etnička skupina u SAD-u. Smatra se da poljske korijene i najmanjim dijelom ima oko 20 milijuna Amerikanaca.
Prvi Poljaci dolaze 1608. godine na područje Virginije, gdje osnivaju manje obrtničke naseobine. Najpoznatiji američki Poljaci su Tadeusz Kościuszko i Kazimir Pulaski koji su se borili za SAD u Američkom ratu za neovisnost te stekli naslove "nacionalnih junaka". Poljaci su se u SAD doseljevali u više iseljeničkih valova, posebice nakon Tri podjele Poljske te tijekom Prvog i Drugog svjetskog te hladnog rata.
Najviše Poljaka živi u državama New Yorku, Illinoisu, Michiganu, Pennsylvaniji te New Jerseyu, odnosno području Sjeveroistoka, gdje živi i značajan broj Nijemaca i ostalih slavenskih naroda. "Najpoljskiji" grad u SAD-u je Chicago, jer se u njemu nalaze gotovo sve najvažnije kulturne, političke i društvene ustanove poljske manjine.
Prema popisu stanovništva iz 2000. u SAD-u je bilo 670.000 govornika poljskog, od čega samo u Chicagu njih 185.000.
Utjecaj poljske baštine na američku arhitekturu vidljiv je i u tkzv. poljskom katedralnom stilu, arhitektonskom stilu u kojem je izgrađeno više od 50 poljskih katoličkih crkava na Sjeveroistoku SAD-a i Priatlantskoj obali.
Od poznatijih američkih Poljaka ističu se hollywoodski redatelj Roman Polański, pjevačica JoJo, fizičar i nobelovac Frank Wilczek, bombaš Theodore Kaczynski i dr.